# اتفاقية نيويورك

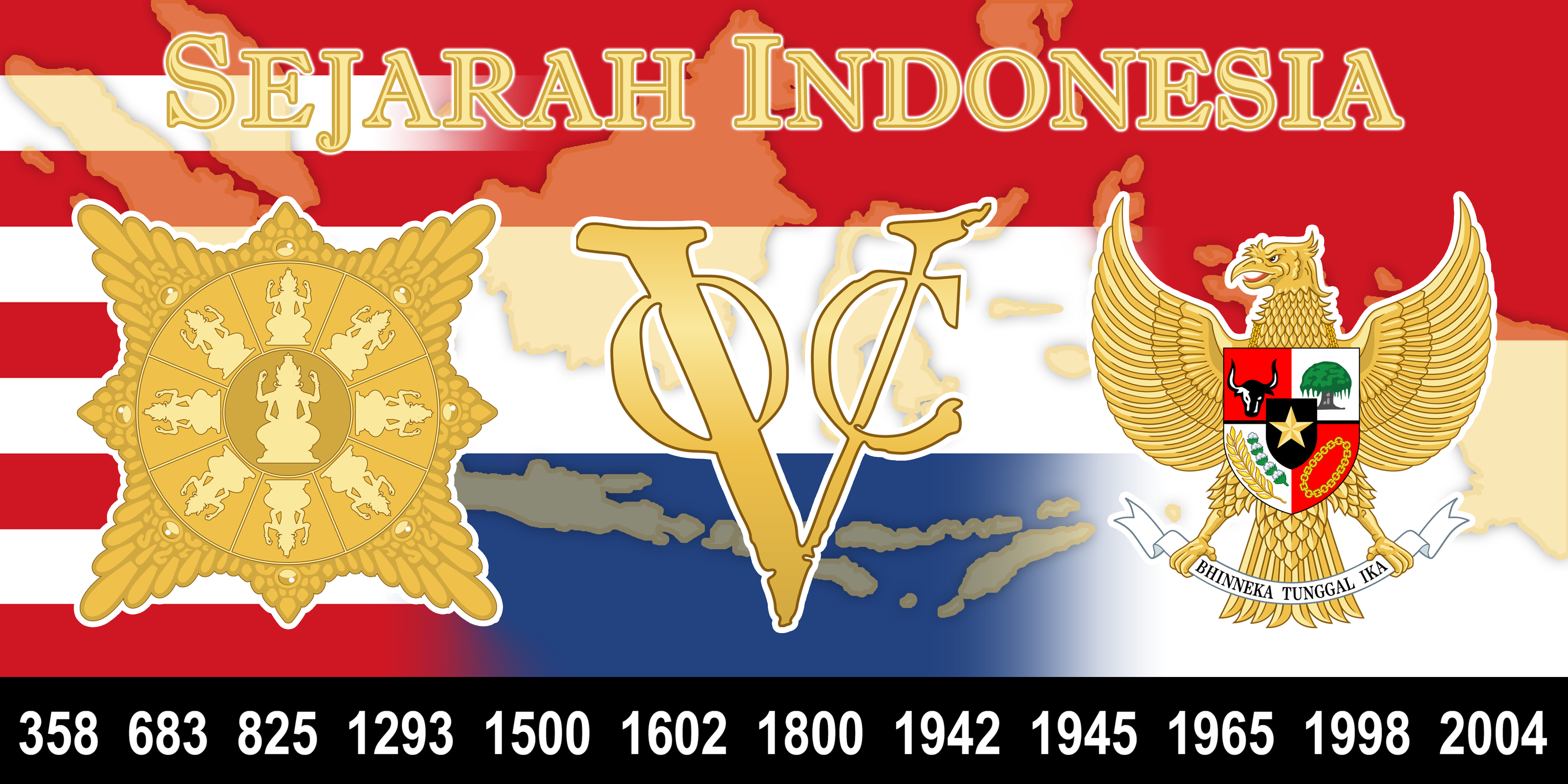

وُقِعَت اتفاقية نيويورك بين هولندا وإندونيسيا فيما يتعلق بإدارة إقليم غرب غينيا الجديدة. يقترح الجزء الأول من الاتفاقية أن تتولى الأمم المتحدة إدارة الإقليم، ويقترح الجزء الثاني مجموعة من الشروط الاجتماعية التي سيجري توافرها في حال استلمت الأمم المتحدة زمام الأمور حسب ما هو مقترح في المادة 12 من الاتفاقية للسماح بالاحتلال والإدارة الأندونيسية في الأراضي. اتفق على بنود الاتفاقية خلال الاجتماعات التي استضافتها الولايات المتحدة، في 15 أغسطس 1962 في مقر الأمم المتحدة في مدينة نيويورك.
أُضيفت الاتفاقية إلى جدول أعمال الجمعية العامة للأمم المتحدة لعام 1962 وأدت إلى إصدار قرار الجمعية العامة (1752XVII) الذي يمنح الأمم المتحدة سلطة احتلال غينيا الجديدة الغربية وإدارتها. وعلى الرغم من أنه لا يمكن للاتفاقيات أن تتنافى مع الالتزامات المحددة في ميثاق الأمم المتحدة، وأن الاتفاقية أكدت أنها من أجل مصلحة شعب الإقليم، فقد اعتقد البعض أنها ستضحي بالشعب لصالح القوى الأجنبية. يؤكد ملخص صادر عن وزارة الخارجية الأمريكية عام 1962 أن «الاتفاقية كان بمثابة نصر كامل تقريبًا لإندونيسيا وهزيمة لهولندا»، وأن «مكتب الشؤون الأوروبية للولايات المتحدة كان متعاطفًا مع وجهة النظر الهولندية القائلة بأن ضمها لإندونيسيا من شأنه ببساطة أن يزيد من عبودية البيض لصالح الاستعمار البني»، وأن «السبب الكامن وراء ضغط إدارة كينيدي على هولندا لقبول هذه الاتفاقية هو اعتقادها أن اعتبارات الحرب الباردة لمنع إندونيسيا من التحول إلى الشيوعية قد تجاوزت القضية الهولندية».

## خلفية عامة
اتفق الباحثون على أن أصول النزاع حول غينيا الجديدة الهولندية ترجع إلى ما قبل الحرب العالمية الثانية، وتتمحور حول الحاجة إلى إيجاد وطن للشعب الهندي الأوراسي. وفقًا لما ذكره سي. أل. أم. بيندرز، فإن جميع الأسباب الأخرى، بما في ذلك تنمية الجزيرة، «التي تقدمت بها هولندا لمواصلة حكمها في غرب غينيا الجديدة»، قد خدمت المصلحة الوطنية الهولندية بما فيه الكفاية لتحتفظ بأرض من شأنها أن تؤدي إلى خسارتها للكثير من الأعمال التجارية والعلاقات الطيبة الدولية. في عشرينيات القرن الماضي، أقنعت أعداد كبيرة من العاطلين عن العمل من الشعب الأوراسي في جاوة الحكومة الهولندية بإنشاء مستعمرات في شمال غرب غينيا الجديدة، لكنها فشلت في نهاية المطاف في تحقيق الازدهار والنجاح اللذان توقعهما المستعمرون. مع ذلك، اعتبرت غينيا الجديدة «أرض ميعاد» في مخيلة جماعات مثل الحزب النازي الهولندي الذين مارسوا ضغوطًا من أجل «مقاطعة هولندية بيضاء في الهند الشرقية». على الرغم من أن حلم هذه المقاطعة لم يتحقق أبدًا، فقد احتفظ الشعب الأوراسي بموقعه في إندونيسيا، وكانوا أقوى المدافعين عن غينيا الجديدة المستقلة. منذ عام 1945 خلال الثورة الوطنية الإندونيسية، حاولت هولندا التفاوض للحصول على مكان خاص لغينيا الجديدة في مؤتمرات مختلفة مع القوميين الإندونيسيين، وكفلت اتفاقية لينغجادجاتي من بين أمور أخرى أن تكون غينيا الجديدة مكانًا لتوطين الشعب الأوراسي.
بيد أنه خلال مؤتمر المائدة المستديرة الهولندي الإندونيسي لعام 1949، لم تتمكن إندونيسيا وهولندا من التوصل إلى اتفاق بشأن وضع غينيا الجديدة، إذ جادلت الأخيرة بضرورة الإبقاء على الوضع الحالي لغرب غينيا الجديدة وترك أمر تقرير المصير للسكان الأصليين بمجرد أن يصبحوا ناضجين بدرجة كافية وقادرين على اتخاذ القرار. لم يكن الاتفاق الناتج عن ذلك واضحًا بشأن الوضع النهائي لغينيا الجديدة، رغم أن حزب العمل الهولندي أبطل تعديلًا كان من شأنه أن يستبعد غينيا الجديدة صراحة من الاستقلال الإندونيسي.